# Deutsche Schwimmmeisterschaften 1991
Die 103. Deutschen Meisterschaften im Schwimmen fanden vom 20. bis 23. Juni 1991 in der Alsterschwimmhalle in Hamburg statt.
| Disziplin           | Männer           | Männer            | Männer | Frauen          | Frauen           | Frauen |
| Disziplin           | Name             | Verein            | Zeit   | Name            | Verein           | Zeit   |
| ------------------- | ---------------- | ----------------- | ------ | --------------- | ---------------- | ------ |
| 50 m Freistil       | Nils Rudolph     | DSV               |        | Simone Osygus   | Wuppertal        |        |
| 100 m Freistil      | Silko Günzel     | Bonn              |        | Simone Osygus   | Wuppertal        |        |
| 200 m Freistil      | Steffen Zesner   | Berlin            |        | Kerstin Kielgaß | Berlin           |        |
| 400 m Freistil      | Jörg Hoffmann    | Potsdam           |        | Grit Müller     | Potsdam          |        |
| 1500 m Freistil     | Jörg Hoffmann    | Potsdam           |        |                 |                  |        |
| 50 m Brust          | Mark Warnecke    | Essen             |        | Peggy Hartung   | Wuppertal        |        |
| 100 m Brust         | Ralph Färber     | Offenbach am Main |        | Sylvia Gerasch  | Berlin           |        |
| 200 m Brust         | Ralph Färber     | Offenbach am Main |        | Alexandra Hänel | SV Rhenania Köln |        |
| 50 m Rücken         | Dirk Richter     | Dresden           |        | Sandra Völker   | Hamburg          |        |
| 100 m Rücken        | Dirk Richter     | Dresden           |        | Dagmar Hase     | Magdeburg        |        |
| 200 m Rücken        | Lars Kalenka     | Heddesheim        |        | Dagmar Hase     | Magdeburg        |        |
| 50 m Schmetterling  | Nils Rudolph     | DSV               |        | Annette Hadding | Düsseldorf       |        |
| 100 m Schmetterling | Nils Rudolph     | DSV               |        | Katrin Meißner  | Berlin           |        |
| 200 m Schmetterling | Christian Keller | Essen             |        | Sabine Herbst   | SSV Leutzsch     |        |
| 200 m Lagen         | Christian Keller | Essen             |        | Daniela Hunger  | Berlin           |        |
| 400 m Lagen         | Patrick Kühl     | Potsdam           |        | Grit Müller     | Potsdam          |        |